# Biblioteka Jagiellońska
Biblioteka Jagiellońska – polska biblioteka akademicka znajdująca się w Krakowie przy al. Adama Mickiewicza 22.
Jest główną biblioteką Uniwersytetu Jagiellońskiego; wraz z Biblioteką Medyczną Collegium Medicum i bibliotekami wydziałowymi i instytutowymi tworzy system biblioteczno-informacyjny UJ.
Biblioteka Jagiellońska jest jedną z największych bibliotek w Polsce i dlatego została uznana za część Narodowego Zasobu Bibliotecznego. Ma status biblioteki narodowej – obowiązuje prawo o egzemplarzu obowiązkowym, w ramach którego – jako jedna z dwóch tego rodzaju instytucji w kraju – obdarzona jest przywilejem otrzymywania dwóch egzemplarzy.

## Historia
Historia Biblioteki Jagiellońskiej powiązana jest nieodłącznie z historią samego Uniwersytetu Jagiellońskiego, stąd też za datę jej utworzenia uznaje się rok 1364. Do dzisiaj zachowały się kodeksy, używane w XIV wieku. Przez długi okres zbiory biblioteczne, pochodzące z darów profesorów i wychowanków uniwersytetu, gromadzone były przy poszczególnych wydziałach, kolegiach, bursach studenckich. Największy ich zbiór, głównie z zakresu teologii i sztuk wyzwolonych, znajdował się w Collegium Maius. Tam też po jego odbudowie na przełomie XV i XVI wieku biblioteka uzyskała osobne pomieszczenie, zwane dzisiaj Salą Obiedzińskiego (od nazwiska profesora – pomysłodawcy). Aż do 1940 roku budynek Collegium Maius był główną siedzibą Biblioteki Jagiellońskiej.
W XVI wieku jej zbiory stale się powiększały, dopiero wiek XVII i XVIII przyniósł pewien kryzys. Z pomocą przyszła bibliotece i całemu uniwersytetowi Komisja Edukacji Narodowej w osobie jej przedstawiciela – Hugona Kołłątaja. Na jego wniosek połączono rozproszone zbiory i utworzono jedną bibliotekę ogólnouniwersytecką o charakterze publicznym. Przyznano także fundusz na potrzeby liczącego wówczas 1926 rękopisów i 32 000 woluminów druków księgozbioru.

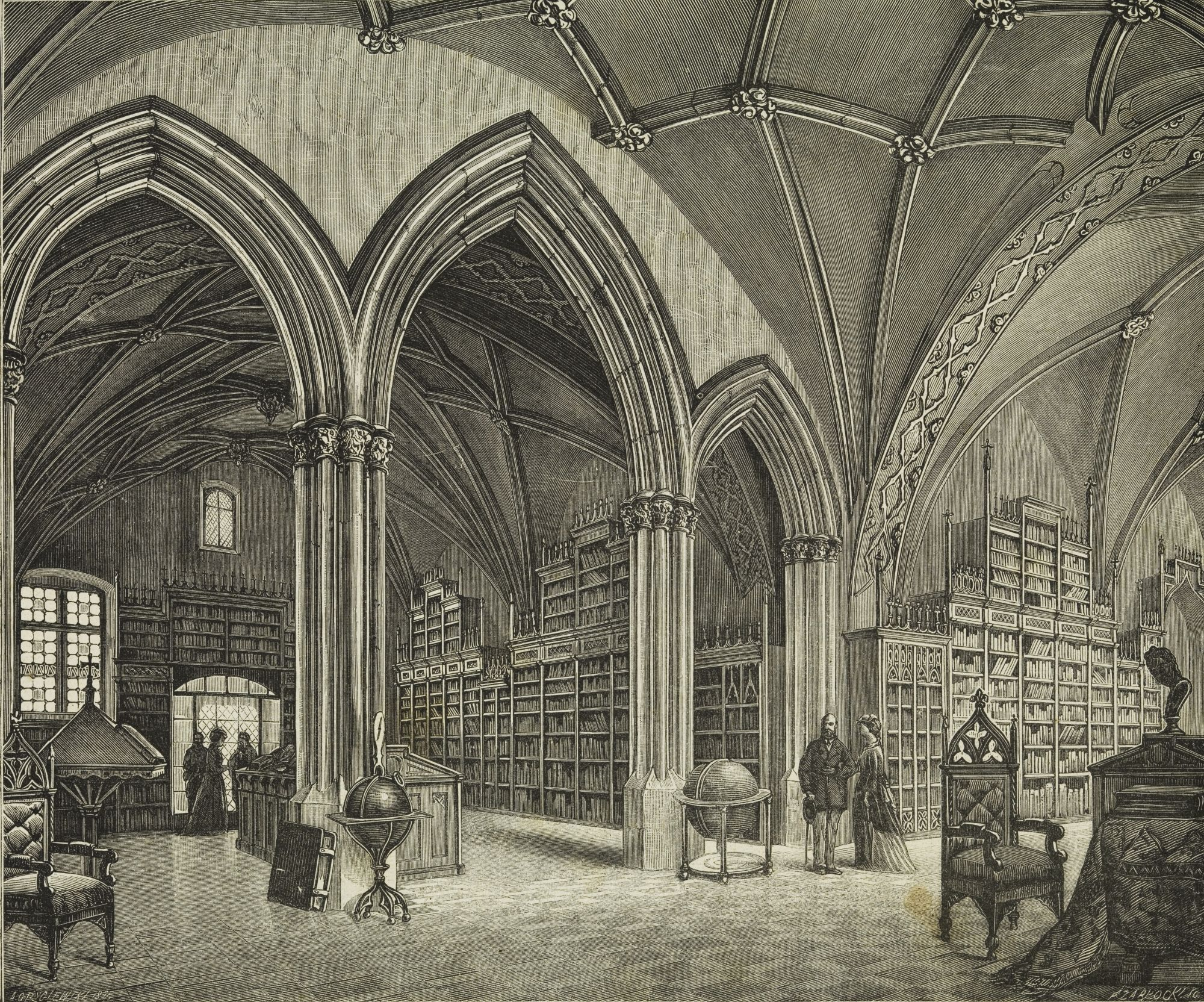
Sala główna Biblioteki Jagiellońskiej na drzeworycie Feliksa Zabłockiego z 1871 roku.

Okres rozbiorów nie wpłynął korzystnie na rozwój biblioteki. Udało się mimo to uporządkować zbiory oraz rozbudować pomieszczenia. Rozkwit biblioteki na przełomie XIX i XX wieku wiąże się z osobą Karola Estreichera, twórcy Bibliografii Polskiej, który dbał zwłaszcza o wzrost liczby druków w języku polskim.

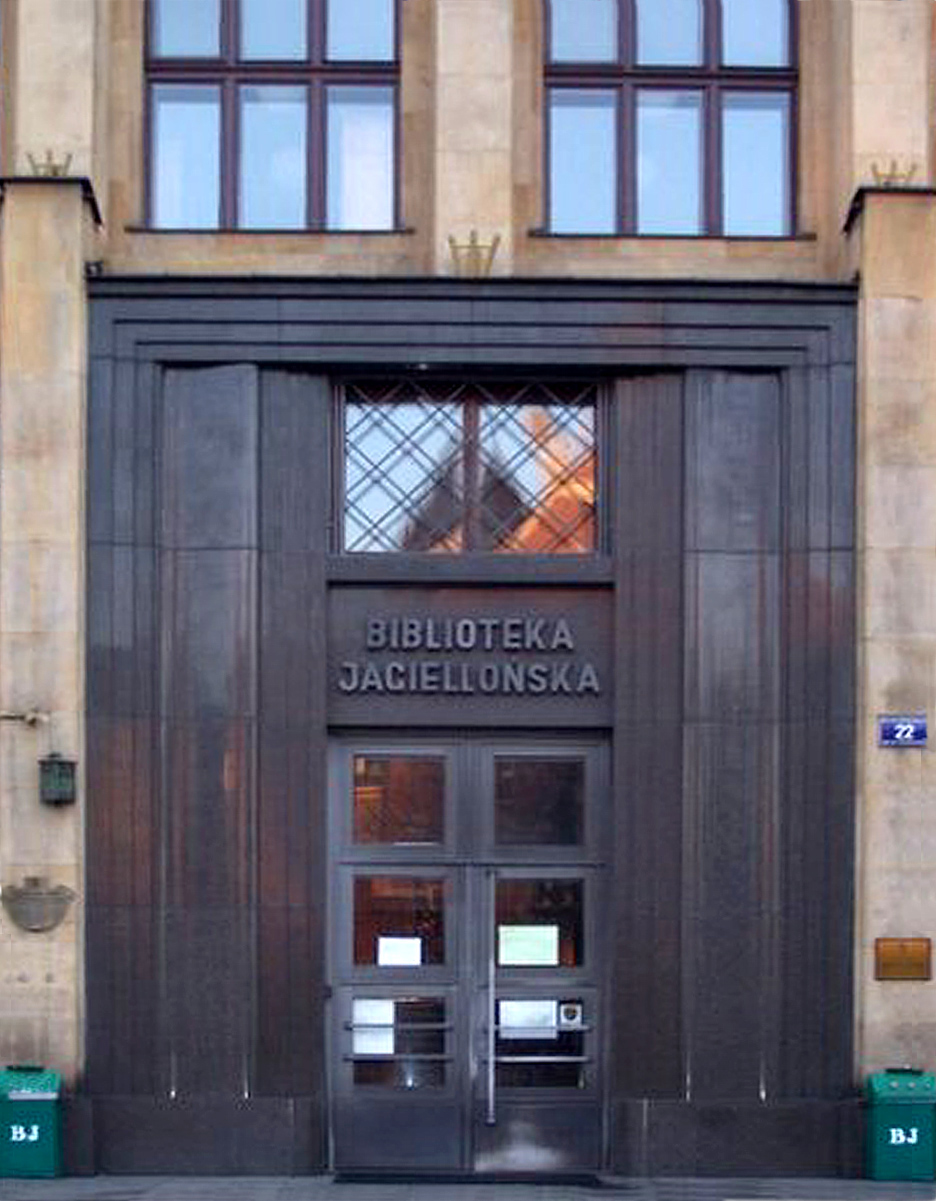
Biblioteka Jagiellońska – wejście do starego gmachu, dawne wejście główne.

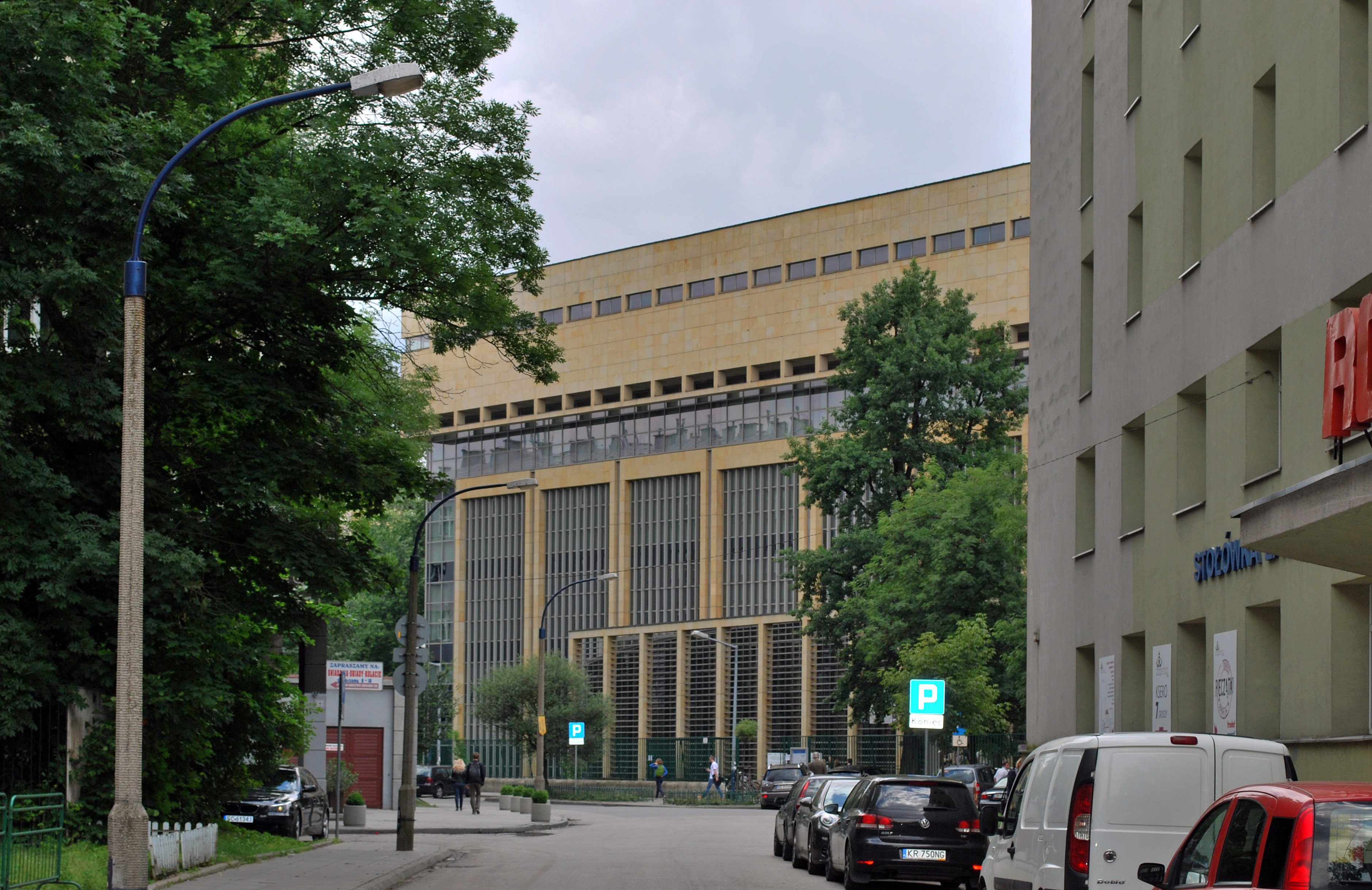
Nowy budynek, ul. Oleandry.

W latach międzywojennych przeprowadzono reformy w działalności biblioteki. W latach 1931–1939 postawiono nowy gmach przy al. Mickiewicza. Zbiory przeniesiono już w czasie II wojny światowej, a biblioteka została przemianowana na Staatsbibliothek Krakau. Polacy uczęszczający na tajne komplety mieli nieoficjalny dostęp do zbiorów dzięki pomocy pracujących w bibliotece polskich bibliotekarzy.
Rozwój biblioteki po II wojnie światowej wiązał się z wprowadzeniem egzemplarza obowiązkowego druków polskich, nawiązaniem współpracy z bibliotekami zagranicznymi i rozmaitymi dotacjami. Od 1969 roku rozpoczęto także archiwizowanie druków polskich, a w latach 90. obowiązkiem tym objęto także dokumenty audiowizualne i elektroniczne. Przyrost zbiorów bibliotecznych wymusił rozbudowę gmachu biblioteki; pierwszą w latach 1961–1963, drugą w 1995–2001. W latach 90. rozpoczęto także komputeryzację zbiorów. Opracowano też systemy zabezpieczające przed kradzieżą, co było następstwem zniknięcia ze zbiorów kilkudziesięciu cennych starodruków.

## Zbiory biblioteki
Biblioteka Jagiellońska jako jedyna z wielkich bibliotek w Polsce szczyci się historycznym księgozbiorem, organicznie związanym z powstaniem i rozwojem uczelni. Narastał on w dużej mierze dzięki licznym darom, legatom i fundacjom, pochodzącym od osób związanych z Wszechnicą Jagiellońską i służył jako warsztat pracy naukowej i dydaktycznej. Większość najwcześniejszych kodeksów rękopiśmiennych i starodruków należała do kolekcji profesorskich, które później dały początek księgozbiorom poszczególnych kolegiów, w tym największemu z nich w Collegium Maius.
Wyjątkowy charakter oraz wartość zbiorów Biblioteki Jagiellońskiej powodują, że w świadomości Polaków była i nadal jest uznawana za książnicę o charakterze narodowym. Dziś również biblioteka Uniwersytetu Jagiellońskiego służy szerokim kręgom naukowców i studentów, a swoje zbiory poszerza m.in. dzięki ofiarności i hojności swych wychowanków oraz przyjaciół.

### Wielkość zbiorów BJ
- Zbiory specjalne:
  - Rękopisy – 28 209, w tym 2100 rękopisów średniowiecznych,
  - Stare druki – 105 710, w tym 3634 inkunabułów,
  - Zbiory kartograficzne – 45 910,
  - Zbiory graficzne – 50 210,
  - Muzykalia – 38 055,
  - Rzadkie wydawnictwa i wydawnictwa drugiego obiegu – 61 839,
  - Dokumenty życia społecznego – 946 300[8].

## Najcenniejsze zbiory

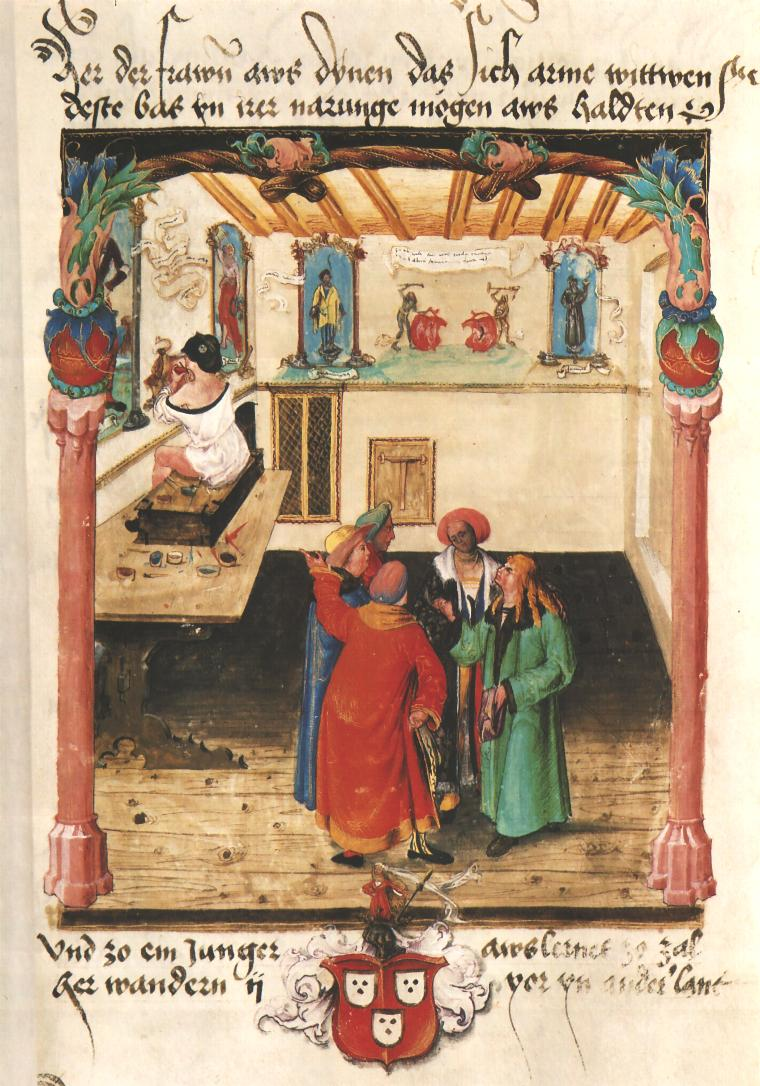
Kodeks Baltazara Behema – rękopis kartulariusza pochodzący z początku XVI wieku, zawierający przywileje i statuty miasta Krakowa oraz roty przysiąg i ustawy cechów krakowskich.

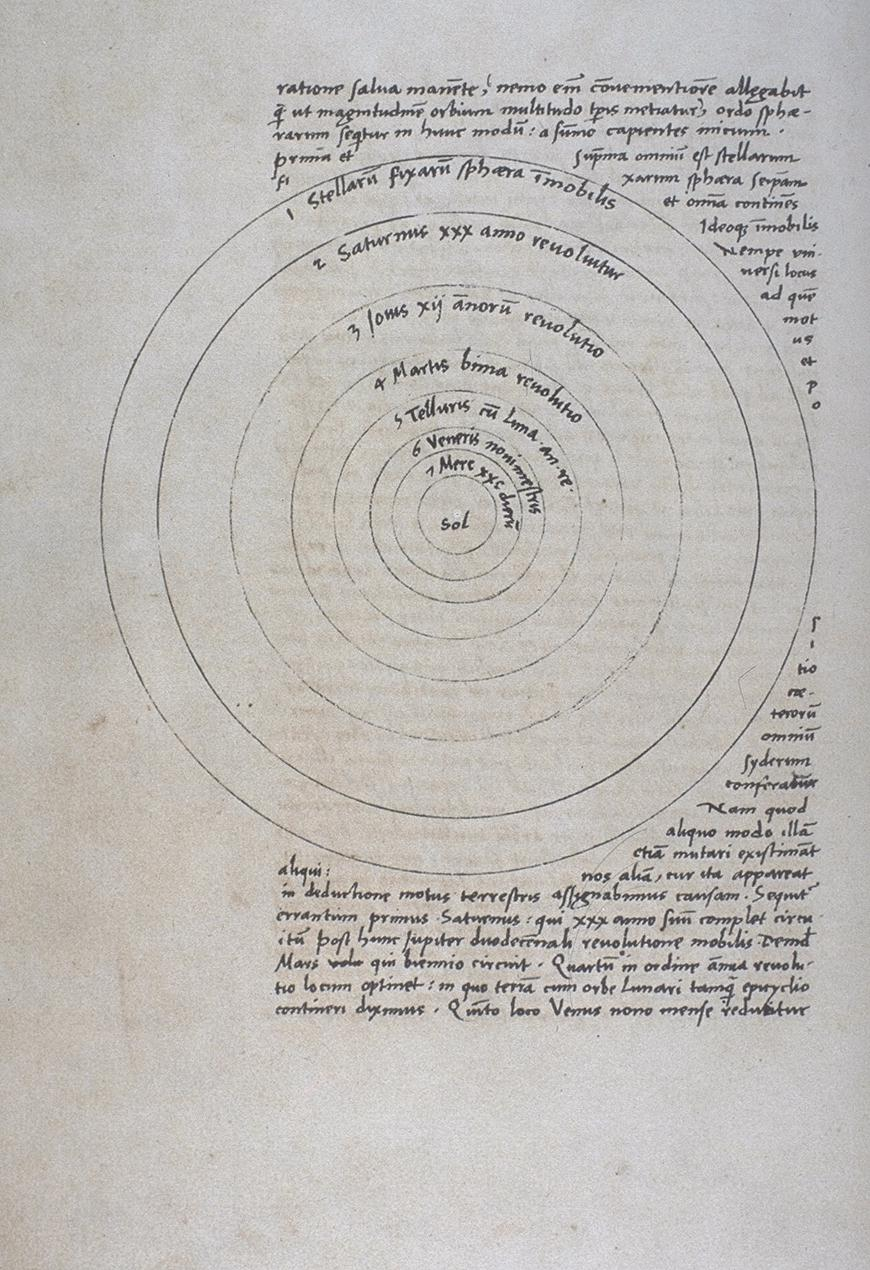
Karta 9 verso autografu De revolutionibus Mikołaja Kopernika (1520–1541), zawierająca rysunek heliocentrycznego Układu Słonecznego. Wpisany na listę Pamięć Świata UNESCO.

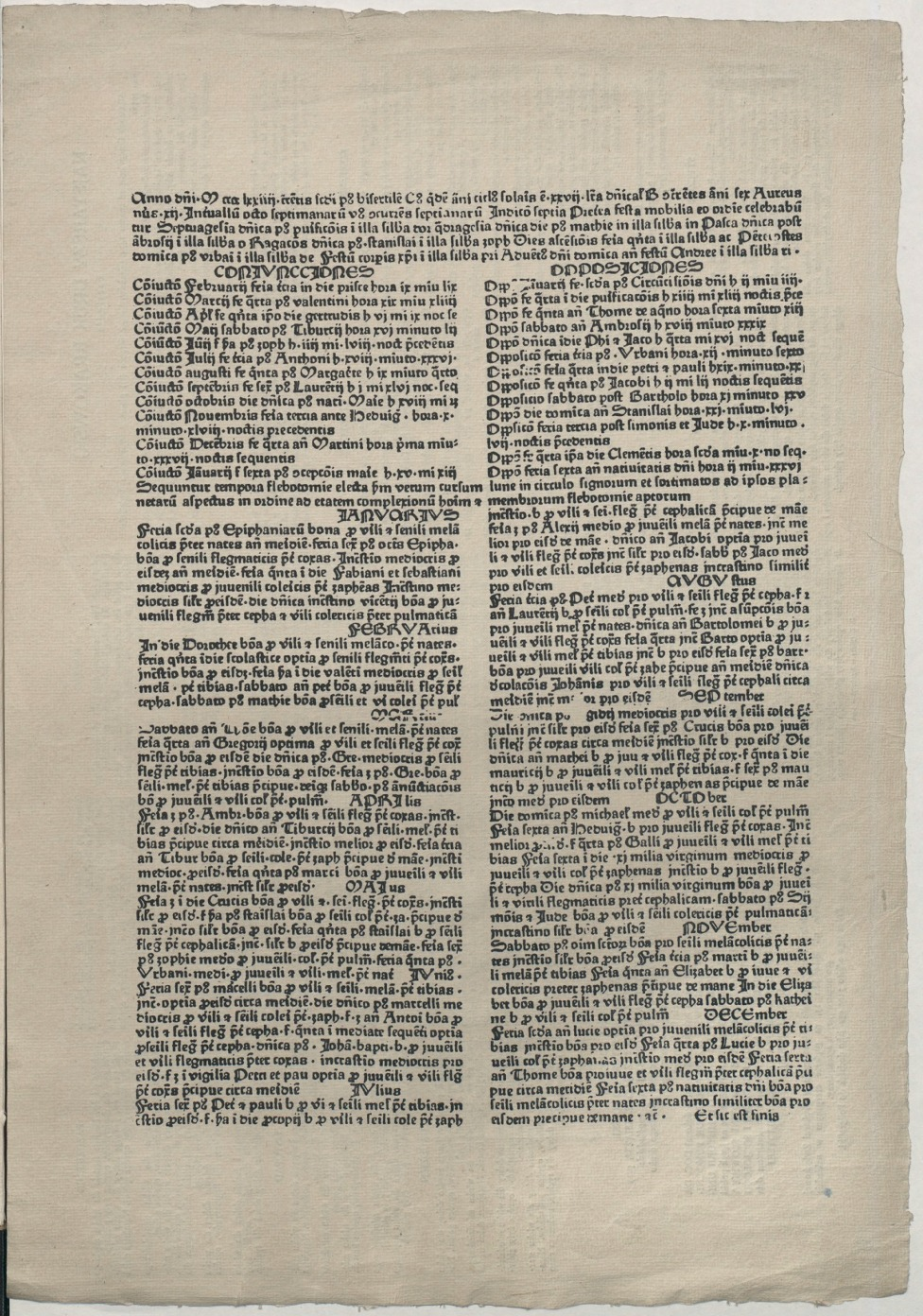
Almanach krakowski na rok 1474 – najstarszy polski druk, odnaleziony za szafą w Bibliotece Jagiellońskiej

### Rękopisy
W skład zbiorów Biblioteki Jagiellońskiej wchodzi wiele rękopisów, m.in.:
- Minuskuł 653 (Gregory-Aland) XI w.,
- Pontyfikał XI/XII w.,
- Bogurodzica,
- Jan Długosz – Banderia Prutenorum,
- Śpiewnik głogowski,
- Kodeks Baltazara Behema,
- Paulus Paulirini de Praga – Liber viginti artium,
- Mikołaj Kopernik – De revolutionibus orbium coelestium,
- Fryderyk Chopin – Scherzo (E-dur),
- Stanisław Moniuszko – Trzeci śpiewnik domowy. Muzyka wokalna z towarzyszeniem fortepianu,
- Stanisław Wyspiański – Wesele. Dramat w 3 aktach,
- Ignacy Jan Paderewski – Stara Suita (na trzy głosy)[8].

### Najcenniejsze druki

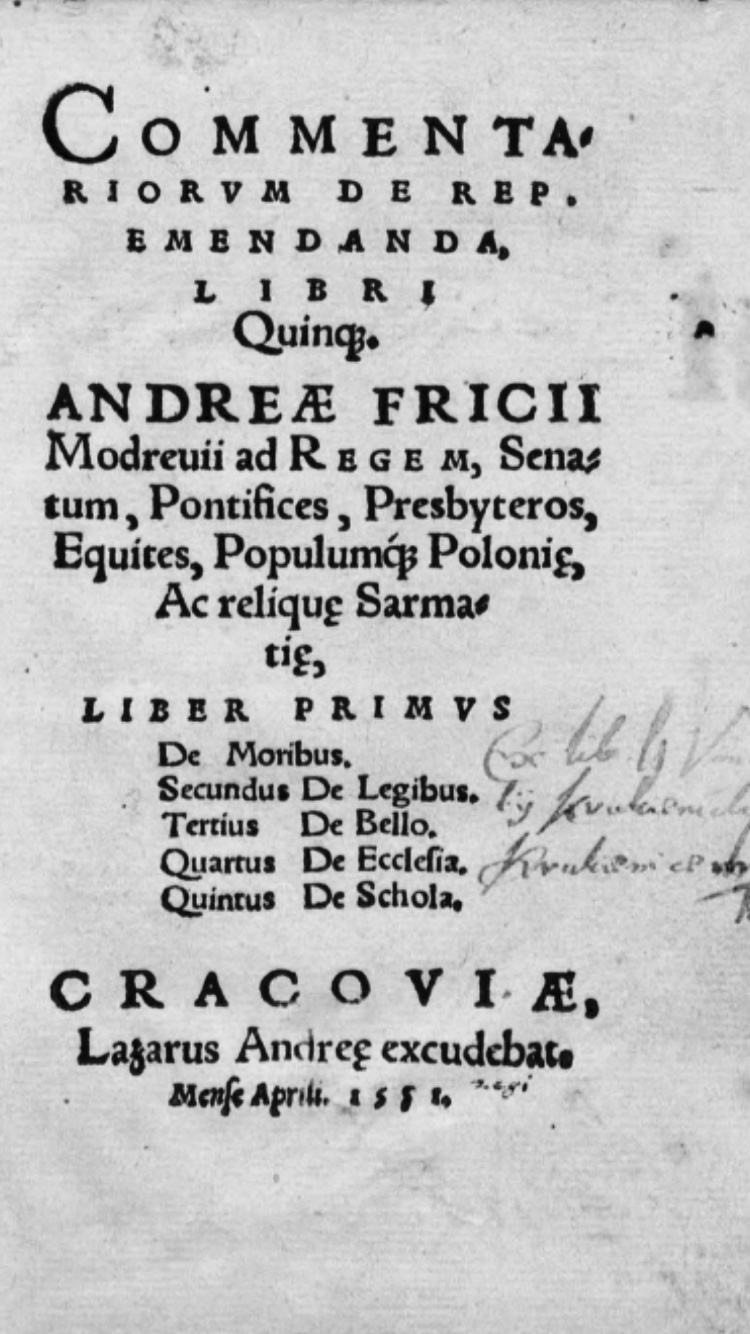
Strona tytułowa pierwodruku – O naprawie Rzeczypospolitej (Kraków 1551) Andrzeja Frycza Modrzewskiego. Egzemplarz prywatny króla Zygmunta Augusta. Wpisany na listę Pamięć Świata UNESCO.

- De revolutionibus orbium coelestium (Norymberga 1543); O obrotach sfer niebieskich – dzieło Mikołaja Kopernika, które zawiera wykład heliocentrycznej i heliostatycznej budowy wszechświata. Biblioteka Jagiellońska dysponuje dwoma egzemplarzami.
- Commentariorum de Republica emendanda libri quinque (Kraków 1551); – O naprawie Rzeczypospolitej Andrzeja Frycza Modrzewskiego – jeden z pięciu zachowanych w Polsce pierwodruków z drukarni Łazarza Andrysowicza. Egzemplarz pochodzący z wileńskiej prywatnej biblioteki Zygmunta Augusta króla Polski. Wpisany na listę Pamięć Świata UNESCO.
- ANDREAE FRICII MODREVII LIBER DE ECCLESIA (Kraków 1551); O Kościele z drukarni Łazarzowej. Andrzeja Frycza Modrzewskiego – jeden z 3 zachowanych fragmentów księgi O Kościele.
- Almanach Cracoviense ad annum 1474 (Kraków 1474); Astronomiczno-astrologiczny kalendarz ścienny na rok 1474, najstarszy znany drukowany dokument powstały na ziemiach polskich oraz najstarszy wydany drukiem kalendarz w Polsce.
- Klaudiusz Ptolemeusz – Liber geographiae (Wenecja 1511) – jedyny zachowany w Polsce atlas z wykorzystaniem druku czarno-czerwonego,
- Ekslibris arcybiskupa Macieja Drzewieckiego – najstarszy polski ekslibris,
- Rozkazy dzienne mutacyjne – rozkazy przywódców Wojska Polskiego z okresu powstania listopadowego[8].

### Dzieła sztuki
- Rembrandt van Rijn – Faust,
- Anioł, symbol św. Mateusza Ewangelisty – miedzioryt, jedna z najstarszych polskich grafik[8].

## Kradzież cennych zbiorów
Kradzież inkunabułów i starych druków z Biblioteki Jagiellońskiej, jedno z największych tego typu przestępstw w Polsce, ujawniona została w kwietniu 1999. Zginęły wówczas dzieła Galileusza, Keplera i Bessariona. Część ze skradzionych dzieł odnaleziono w niemieckim domu aukcyjnym Reiss&Sohn. Do tej pory nie ustalono sprawców tej kradzieży.

## Budynek Biblioteki Jagiellońskiej

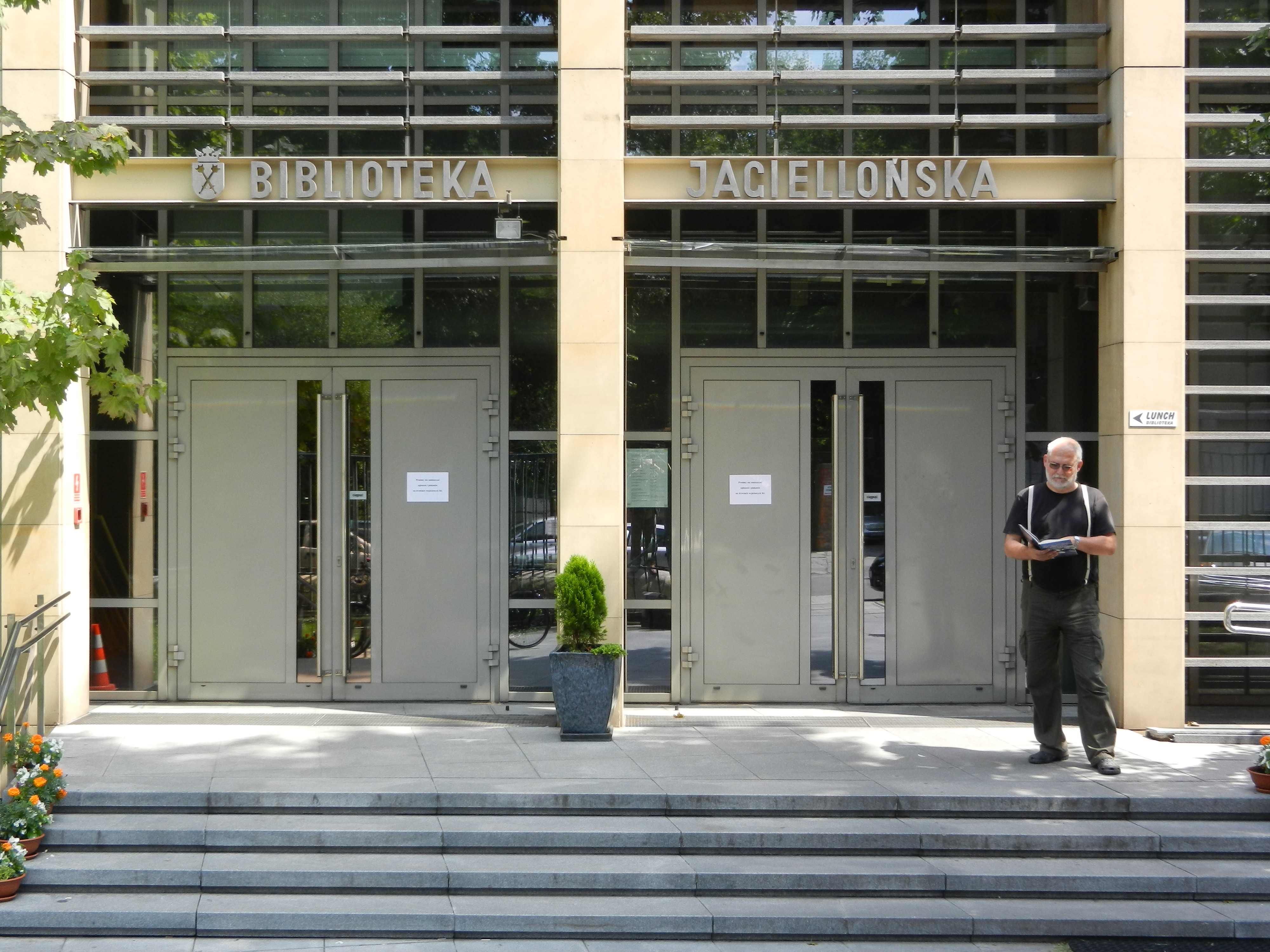
Biblioteka Jagiellońska – wejście główne od ul. Oleandry

Budowa gmachu Biblioteki Jagiellońskiej była przeprowadzana w trzech etapach:
- etap I (1931–1939) – wybudowany został budynek przy al. Adama Mickiewicza 22, który składał się z gmachu wysokiego – 9 kondygnacji oraz niskiego – 4 kondygnacje
- etap II (1961–1963) – powiększony został niski gmach
- etap III (1995–2001) – wybudowano dodatkowy gmach – 10 kondygnacji

Obecnie kubatura połączonego gmachu biblioteki wynosi 145 248 m³, powierzchnia użytkowa 32 891 m², a pomieszczenia biblioteczne zajmują 27 287 m². Biblioteka wyposażona jest w 10 czytelni ogólnych i specjalistycznych, salę katalogów, wypożyczalnię, magazyny biblioteczne, 2 sale wystawowe oraz salę konferencyjną. Nowy gmach i kolejno remontowane pomieszczenia starego gmachu mają instalowane nowoczesne urządzenia wentylacyjne, przeciwpożarowe oraz systemy zabezpieczające zbiory przed kradzieżą.

## Architektura
Najstarszy gmach biblioteki jest budynkiem murowanym z cegły utrzymanym w stylu funkcjonalistycznego modernizmu. Został wybudowany na rzucie litery „T” z zachowaniem trójpodziału na część administracyjną, magazynową oraz czytelnię z pracowniami. Blok magazynów umieszczono w części położonej wzdłuż al. Mickiewicza (wschodniej), w niższym budynku (skrzydło zachodnie), prostopadłym do poprzedniego, znalazły się  czytelnie i pracownie naukowe.

Nowatorskie rozwiązanie konstrukcji przygotował prof. Stefan Bryła. Jako pierwszy na świecie zastosował w części z księgozbiorem spawane słupy stalowe wewnątrz puste, które służyły zarazem jako przewody wentylacyjne. W pozostałej części  zastosował żelbet.
Pozornie dziewięciokondygnacyjne, pięćdziesięcioosiowe skrzydło frontowe jest prostopadłościanem. Elewację budynku podzielono pionowo za pomocą lizen przebiegających przez całą wysokość. Między nimi umieszczone są wydłużone okna cofnięte w stosunku do lica elewacji. Nad cokołem znajduje się pas okien parteru, kwadratowych, sześciopolowych. Powyżej pas okien stojących w kształcie prostokątów bez obramień w formie mezzanina. Na osi budynku znajduje się płytki, szeroki, czterokondygnacyjny, dwunastoosiowy ryzalit, w którym zastosowano analogiczny podział pionowy. W ryzalicie, w osi środkowej umieszczono wejście do gmachu, które ujęte jest w rozbudowany, uskokowy portal z nadświetlem na wysokości mezzanina. Wejście poprzedzają szerokie schody, ograniczone po bokach odcinkami muru obłożonego kamienną okładziną.

Parter budynku ozdobiony jest delikatnym boniowaniem. Gmach wieńczy wysunięty gzyms koronujący.
Elewację wykończono naturalnymi materiałami. Cokół, schody i portal obłożono polerowanym, czarnym granitem wołyńskim (według innego źródła jest to klesowit – ciemny sjenit z Zagłębia Wołyńsko-Podolskiego) , pas półpiętra – polerowanym, czerwonobrązowym lub różowym granitem skandynawskim, pozostałe części szlifowanym, żółtozłocistym piaskowcem „Szydłowiec” (według innego źródła tzw. piaskowcem dolskim). Kamiennej okładzinie nadano wklęsły, lekko zaoblony kształt. Prace kamieniarskie wykonała firma braci Trembeckich.
Elewacje boczne skrzydła frontowego posiadają centralnie usytuowany pas okien cofniętych w stosunku do lica elewacji i balkonów wysuniętych półkoliście. W przyziemiu znajdują się cztery okna i niewielki ryzalit  wejściowy, do którego prowadzą dwubiegowe schody z balustradą obłożoną granitem.
Skrzydło zachodnie, prostopadłe do frontowego jest niższe, czterokondygnacyjne (w tym mezzanino). 
W tej części jako okładzinę zastosowano jasny piaskowiec „Rzerkowice”, ciemnoszary sjenit „Przedborów” (cokół) i szlifowany szaroczerwony piaskowiec „Słupiec” (według innego źródła jest to piaskowiec barwy hematytowowiśniowej z kamieniołomu „Kopulak”). W dolnej kondygnacji okna kwadratowe, sześciopolowe, ze ślemieniem, w pasie mezzanino prostokątne bez podziałów, w kolejnych dwóch kondygnacjach mają kształt stojących prostokątów, sześciopolowych, ze ślemieniem w połowie wysokości.
Elewacja nowego gmachu biblioteki od strony ul. Oleandry została także obłożona naturalnymi kamieniami: dolnośląskim piaskowcem ciosowym z Wartowic, czerwonym granitem „Imperial Red” i granitem strzelińskim.

## Wnętrza
Wiele elementów aranżacji i wyposażenie wnętrza są autorstwa Krzyżanowskiego. Najbardziej reprezentacyjne są: dawny hol wejściowy na parterze, foyer przed czytelnią główną i centralna klatka schodowa. Ściany holu i foyer czytelni pokrywa okładzina kamienna w kolorze kremowym, cokół z wapienia z Bolechowic, bogatego w Amphipora sp. (wymarłe gąbki).
Schody głównej klatki schodowej o reprezentacyjnym charakterze wykonano: stopnie i podesty klatki schodowej z marmuru kararyjskiego, podstopnice z zelejowskiej „Różanki”, cokolik z wapienia z Bolechowic, balustrady z alabastru podolskiego z Żurawna. Podłoga w holu jest mozaiką z „marmuru” z Morawicy i Bolechowic i marmuru karraryjskiego. Część ścian korytarzy obłożono okładzinami ze sztucznego marmuru, które wykonała firma sztukatorska Franciszka Bałazego.

Czytelnia główna, która znajduje się w skrzydle zachodnim, stanowi najbardziej reprezentacyjne wnętrze w budynkach biblioteki. Pomieszczenie to wysokości 9,2 m jest otoczone galeriami, z balustradą z elementami w stylu art déco, oświetlone bezpośrednio dużym świetlikiem dachowym. W jej wnętrzu zachowało się wyposażenie z czasów budowy.

## Dyrektorzy Biblioteki Jagiellońskiej
- 1811–1835 Jerzy Samuel Bandtkie
- 1837–1858 Józef Muczkowski
- 1859–1865 Franciszek Stroński
- 1865–1867 Adolf Mułkowski
- 1868–1905 Karol Estreicher
- 1905–1926 Fryderyk Papée
- 1926–1939, 1945–1947 Edward Kuntze
- 1947–1951 Aleksander Birkenmajer[14]
- 1951–1955 Julian Przyboś[14][15]
- 1955–1973 Jan Baumgart[14]
- 1974–1978 Władysław Serczyk[14]
- 1978–1981 Stanisław Grzeszczuk[14]
- 1981–1993 Jan Pirożyński[14]
- 1993–2003 Krzysztof Zamorski
- 2003–2021 Zdzisław Pietrzyk
- od 2021 Remigiusz Sapa